# Alonso Abad (conquistador)
Alonso Abad (Extremadura, 1526 - Santiago del Estero, Gobernación del Tucumán, 1595) fue un militar, conquistador del Tucumán, encomendero y vecino fundador de Santiago del Estero, San Miguel de Tucumán y Salta.

## Biografía
No hay registros de los primeros años de su vida, sólo a partir de 1548, año en el que se encontraba en Cuzco. Allí conoció a Juan Gregorio Bazán, después de la batalla de Jaquijahuana en la que Gonzalo Pizarro fue completamente derrotado por las fuerzas leales al rey de España.
En 1549, ingresó al Tucumán con la hueste de Juan Núñez de Prado. Alonso Abad tiene el mérito insigne de haber participado en las tres sucesivas y precarias fundaciones de la ambulante ciudad de El Barco (1550 en la actual provincia de Tucumán; 1551 en los Valles Calchaquíes; y 1552 en la actual provincia de Santiago del Estero). También asistió con Francisco de Aguirre al establecimiento definitivo de Santiago del Estero en 1553.
En 1565 acompañó a Diego de Villarroel a fundar San Miguel de Tucumán, en el abandonado paraje de El Barco I.
En 1577, en plena guerra contra los calchaquíes, se insubordinó contra el gobernador Gonzalo de Abreu y Figueroa exasperado por su incapacidad y exigencias. Junto con Santos Blázquez, Lorenzo Maldonado, Juan Pérez Moreno y Garcí Sánchez, abandonó el campamento de Abreu, situado en San Miguel de Tucumán.
Cuatro años más tarde, en 1581, el gobernador Hernando de Lerma convocó a un Cabildo abierto con el fin de consultar el parecer de los vecinos de Santiago del Estero respecto a dónde resultaría mejor fundar una población, si en los Valles Calchaquíes o en el de Salta. Abad a causa de hallarse viejo y manco, hizo llegar su voto por escrito. Eligió establecer aquella población en el valle Calchaquí, ya que ahí, además de la fertilidad del suelo y de las minas de oro que seguramente encerraban sus montañas, había bastantes indígenas susceptibles de ser repartidos en encomiendas entre los conquistadores. Triunfó, sin embargo, la opinión contraria a la de Abad.
No obstante, en 1582, colaboró en la fundación de Salta junto a Hernando de Lerma. El acta fundadora de dicha ciudad incluye la firma del Capitán Alonso Abad como testigo, junto a las del obispo Francisco de Victoria, otros religiosos y muchos vecinos, soldados y caballeros.
En 1585, Alonso Abad testificó en la probanza de méritos y servicios de Juan Gregorio Bazán. En ese entonces ejercía el cargo de procurador general de la ciudad de Santiago del Estero. En tal carácter promovió una información testimonial sobre los conquistadores, destinada a demostrar los extraordinarios servicios prestados por ellos a dicha ciudad, y en la conquista de la vasta región tucumana, con las fundaciones de San Miguel de Tucumán, Talavera de Esteco, Córdoba y Salta; sin olvidar a las destruidas Londres, Córdoba de Calchaquí y Cañete. Este memorial, firmado por Alonso Abad y dirigido al rey de España el 5 de octubre de 1585, que acompañaba los testimonios de los viejos conquistadores tucumanos, resume en forma directa el cuadro heroico del proceso inicial de la conquista del actual Noroeste argentino.
En 1586 el gobernador Juan Ramírez de Velasco tuvo diferencias con Alonso Abad, Garcí Sánchez y otras personas -tal consta en el juicio de residencia de dicho gobernante- por lo que Abad abandonó por un tiempo la ciudad de Santiago del Estero y se fue a Chile. Sin embargo, al año siguiente, reapareció en Santiago del Estero como testigo en la información hecha a instancias de Santos Blázquez, procurador de dicha ciudad, a efecto de demostrar que la Gobernación del Tucumán no podía sustentarse sin el servicio de los pueblos indígenas encomendados de Soconcho y Manogasta.
Tiempo después, en 1590, fue regidor del Cabildo santiagueño hasta su fallecimiento en 1595.